# Екатерина Антоновна
Екатерина Антоновна Брауншвейгская (4 [15] июля 1741, Санкт-Петербург, Российская империя — 29 марта [9 апреля] 1807, Хорсенс, Дания) — представительница Брауншвейгского семейства, старшая дочь герцога Антона Ульриха и принцессы Мекленбургской Анны Леопольдовны, сестра российского императора Ивана VI.

## Биография
Екатерина Антоновна родилась 15 июля 1741 года, за четыре месяца до свержения с престола своего брата, во время которого упала на пол и лишилась слуха. Родители Екатерины Антоновны жили в Холмогорах в ссылке. Мать её умерла сразу после рождения сына Алексея. Увеличение Брауншвейгской фамилии не вызывало радости у императрицы Елизаветы Петровны, так как согласно завещанию Анны Иоанновны эти принцы и принцессы имели больше прав на престол, чем сама императрица и её племянник Пётр Фёдорович, объявленный наследником.
С 1742 года по 1780 год прожила в ссылке, вместе с родными, в Холмогорах, то есть до 39 лет Екатерина Антоновна жила в Холмогорах с отцом (скончавшимся в 1774 году), братом Петром, Алексеем и сестрой Елизаветой. Находились они под жёстким домашним арестом, им не разрешалось выходить за пределы двора, их круг общения был ограничен. В 1780 году их посетил архангельский губернатор А. П. Мельгунов, оставивший следующее свидетельство:

Старшая сестра Екатерина имеет от роду 38 лет; сухощава и небольшого росту; белокура и похожа на отца. В молодых летах потеряла слух и так косноязычна, что слов её нельзя почти разуметь. Братья и сёстры объясняются с ней знаками. При всём том имеет столько понятия, что когда братья и сестра, не делая никаких знаков, говорят ей что-нибудь шёпотом, она понимает их по одному движенью губ и отвечает им сама, иногда тихо, иногда довольно громко.
В начале 1780 года Екатерина II решила отправить детей Антона Ульриха к тётке Юлиане Марии, и в 1780 году Екатерина Антоновна с двумя братьями и сестрой отпущена в Хорсенс (Ютландия). 30 июня на фрегате «Полярная звезда» все они, получив серебряную посуду, украшения и подарки, были вывезены в Данию, где им было назначено денежное содержание из русской казны (по 8 тысяч рублей в год на каждого).
В Дании Екатерина Антоновна жила в Хорсенсе. В апреле 1802 года ко двору принцессы, для духовного воспитания, был отправлен иеромонах Русской православной церкви Феофан (Михайловский); пробыв в Хорсенсе около двух лет, он возвратился обратно в Российскую империю.
В августе 1803 года молодой русский император Александр I получил письмо, пришедшее как будто из прошлого. Принцесса Брауншвейгская Екатерина Антоновна прислала ему письмо, написанное собственноручно на плохом, безграмотном русском языке. Она умоляла забрать её в Россию, домой. Она жаловалась, что датские слуги, пользуясь её болезнями и незнанием, грабят её. «Я плачу каждый день, — заканчивала письмо Екатерина, — и не знаю, за что меня послал сюда Бог и почему я так долго живу на свете. Я каждый день вспоминаю Холмогоры, потому что там для меня был рай, а здесь — ад». Русский император молчал. И, не дождавшись ответа, последняя дочь несчастной брауншвейгской четы умерла 9 апреля 1807 года, последней из всей своей семьи, в возрасте 65 лет.
Не была замужем и не имела детей.